# Choerodon melanostigma
 Choerodon melanostigma és una espècie de peix de la família dels làbrids i de l'ordre dels cipriniformes que es troba a les Filipines.